# Enduro-Europameisterschaft 1973
Die Enduro-Europameisterschaft 1973 war die 6. in der Geschichte der FIM Enduro-Europameisterschaft.

## Allgemeines und Rennkalender
Von fünf Läufen zählten die drei besten Ergebnisse für die EM-Wertung.
| Nr. | Ort                   | Datum                  |
| --- | --------------------- | ---------------------- |
| 1   | L’Espluga de Francolí | 18. bis 19. März 1973  |
| 2   | Eschwege              | 21. bis 22. April 1973 |
| 3   | Považská Bystrica     | 26. bis 27. Mai 1973   |
| 4   | Ustroń                | 9. bis 10. Juni 1973   |
| 5   | Bratto                | 23. bis 24. Juni 1973  |

## Klasse bis 50 cm³

### Rennergebnisse
| Nr. | Ort                   | Datum                  | Fahrer   | Fahrer  | Platz 1 (a)                 | Platz 2 (a)                 | Platz 3 (a)                 | Gesamtführender         |
| Nr. | Ort                   | Datum                  | am Start | im Ziel | Platz 1 (a)                 | Platz 2 (a)                 | Platz 3 (a)                 | Gesamtführender         |
| --- | --------------------- | ---------------------- | -------- | ------- | --------------------------- | --------------------------- | --------------------------- | ----------------------- |
| 1   | L’Espluga de Francolí | 18. bis 19. März 1973  | 0        |         |                             |                             |                             |                         |
| 2   | Eschwege              | 21. bis 22. April 1973 | 8        | 5       | Peter Neumann (Zündapp)     | Heinz Brinkmann (Zündapp)   | Gualtiero Brissoni (Gilera) | Peter Neumann (Zündapp) |
| 3   | Považská Bystrica     | 26. bis 27. Mai 1973   | 4        | 2       | Peter Neumann (Zündapp)     | Vogel (Zündapp)             |                             | Peter Neumann (Zündapp) |
| 4   | Ustroń                | 9. bis 10. Juni 1973   | 5        | 3       | Josef Wolfgruber (Zündapp)  | Gualtiero Brissoni (Gilera) | Berglund (Monark)           | Peter Neumann (Zündapp) |
| 5   | Bratto                | 23. bis 24. Juni 1973  | 32       | 1       | Gualtiero Brissoni (Gilera) |                             |                             | Peter Neumann (Zündapp) |

### EM-Endstand
| Platz | Fahrer             | Motorrad | Punkte |
| ----- | ------------------ | -------- | ------ |
| 1     | Peter Neumann      | Zündapp  | 55,8   |
| 2     | Gualtiero Brissoni | Gilera   | 58,7   |
| 3     |                    |          |        |

## Klasse bis 75 cm³

### Rennergebnisse
| Nr. | Ort                   | Datum                  | Fahrer   | Fahrer  | Platz 1 (b)              | Platz 2 (b)             | Platz 3 (b)               | Gesamtführender          |
| Nr. | Ort                   | Datum                  | am Start | im Ziel | Platz 1 (b)              | Platz 2 (b)             | Platz 3 (b)               | Gesamtführender          |
| --- | --------------------- | ---------------------- | -------- | ------- | ------------------------ | ----------------------- | ------------------------- | ------------------------ |
| 1   | L’Espluga de Francolí | 18. bis 19. März 1973  | k. A.    | k. A.   | Andreas Brandl (Zündapp) | Peter Neumann (Zündapp) | Heinz Brinkmann (Zündapp) | Andreas Brandl (Zündapp) |
| 2   | Eschwege              | 21. bis 22. April 1973 | 8        | 5       | Andreas Brandl (Zündapp) | Ewald Schneidewind (MZ) | Rolf Uhlig (MZ)           | Andreas Brandl (Zündapp) |
| 3   | Považská Bystrica     | 26. bis 27. Mai 1973   | 12       | 7       | Andreas Brandl (Zündapp) | Gerhard Haatz (MZ)      | Rolf Uhlig (MZ)           | Andreas Brandl (Zündapp) |
| 4   | Ustroń                | 9. bis 10. Juni 1973   | 4        | 3       | Gerhard Haatz (MZ)       | Ewald Schneidewind (MZ) | Rolf Uhlig (MZ)           | Andreas Brandl (Zündapp) |
| 5   | Bratto                | 23. bis 24. Juni 1973  | 7        | 1       | Andreas Brandl (Zündapp) |                         |                           | Andreas Brandl (Zündapp) |

### EM-Endstand
| Platz | Fahrer             | Motorrad | Punkte |
| ----- | ------------------ | -------- | ------ |
| 1     | Andreas Brandl     | Zündapp  | 0,0    |
| 2     | Ewald Schneidewind | MZ       | 86,1   |
| 3     | Gerhard Haatz      | MZ       | 112,0  |

## Klasse bis 100 cm³

### Rennergebnisse
| Nr. | Ort                   | Datum                  | Fahrer   | Fahrer  | Platz 1 (c)                | Platz 2 (c)            | Platz 3 (c)              | Gesamtführender            |
| Nr. | Ort                   | Datum                  | am Start | im Ziel | Platz 1 (c)                | Platz 2 (c)            | Platz 3 (c)              | Gesamtführender            |
| --- | --------------------- | ---------------------- | -------- | ------- | -------------------------- | ---------------------- | ------------------------ | -------------------------- |
| 1   | L’Espluga de Francolí | 18. bis 19. März 1973  | k. A.    | k. A.   | Josef Wolfgruber (Zündapp) | Renato Foresti (KTM)   | Paganesi (Gilera)        | Josef Wolfgruber (Zündapp) |
| 2   | Eschwege              | 21. bis 22. April 1973 | 13       | 10      | Josef Wolfgruber (Zündapp) | Rudolf Jenak (Simson)  | Milan Kremel (Jawa)      | Josef Wolfgruber (Zündapp) |
| 3   | Považská Bystrica     | 26. bis 27. Mai 1973   | 17       | 5       | Josef Wolfgruber (Zündapp) | Josef Siruček (Jawa)   | Dieter Salevsky (Simson) | Josef Wolfgruber (Zündapp) |
| 4   | Ustroń                | 9. bis 10. Juni 1973   | 8        | 5       | Dieter Salevsky (Simson)   | Josef Siruček (Jawa)   | Milan Kremel (Jawa)      | Josef Wolfgruber (Zündapp) |
| 5   | Bratto                | 23. bis 24. Juni 1973  | 38       | 4       | Josef Wolfgruber (Zündapp) | Elia Andrioletti (KTM) | Laureati (SWM)           | Josef Wolfgruber (Zündapp) |

### EM-Endstand
| Platz | Fahrer           | Motorrad | Punkte |
| ----- | ---------------- | -------- | ------ |
| 1     | Josef Wolfgruber | Zündapp  | 0,0    |
| 2     | Josef Siruček    | Jawa     | 68,7   |
| 3     | Dieter Salevsky  | Simson   | 74,0   |

## Klasse bis 125 cm³

### Rennergebnisse
| Nr. | Ort                   | Datum                  | Fahrer   | Fahrer  | Platz 1 (d)                | Platz 2 (d)                | Platz 3 (d)                | Gesamtführender         |
| Nr. | Ort                   | Datum                  | am Start | im Ziel | Platz 1 (d)                | Platz 2 (d)                | Platz 3 (d)                | Gesamtführender         |
| --- | --------------------- | ---------------------- | -------- | ------- | -------------------------- | -------------------------- | -------------------------- | ----------------------- |
| 1   | L’Espluga de Francolí | 18. bis 19. März 1973  | k. A.    | k. A.   | Rolf Witthöft (Zündapp)    | Wagner (Zündapp)           | Pierluigi Rottigni (SWM)   | Rolf Witthöft (Zündapp) |
| 2   | Eschwege              | 21. bis 22. April 1973 | 32       | 28      | Alessandro Gritti (Gilera) | Rolf Witthöft (Zündapp)    | Wagner (Zündapp)           | Rolf Witthöft (Zündapp) |
| 3   | Považská Bystrica     | 26. bis 27. Mai 1973   | 30       | 16      | Rolf Witthöft (Zündapp)    | Wagner (Zündapp)           | Alessandro Gritti (Gilera) | Rolf Witthöft (Zündapp) |
| 4   | Ustroń                | 9. bis 10. Juni 1973   | 29       | 14      | Rolf Witthöft (Zündapp)    | Wagner (Zündapp)           | Pierluigi Rottigni (SWM)   | Rolf Witthöft (Zündapp) |
| 5   | Bratto                | 23. bis 24. Juni 1973  | 77       | 4       | Pierluigi Rottigni (SWM)   | Alessandro Gritti (Gilera) | Rolf Witthöft (Zündapp)    | Rolf Witthöft (Zündapp) |

### EM-Endstand
| Platz | Fahrer             | Motorrad | Punkte |
| ----- | ------------------ | -------- | ------ |
| 1     | Rolf Witthöft      | Zündapp  | 0,0    |
| 2     | Pierluigi Rottigni | SWM      | 58,5   |
| 3     | Wagner             | Zündapp  | 68,2   |

## Klasse bis 175 cm³

### Rennergebnisse
| Nr. | Ort                   | Datum                  | Fahrer   | Fahrer  | Platz 1 (e)              | Platz 2 (e)              | Platz 3 (e)           | Gesamtführender          |
| Nr. | Ort                   | Datum                  | am Start | im Ziel | Platz 1 (e)              | Platz 2 (e)              | Platz 3 (e)           | Gesamtführender          |
| --- | --------------------- | ---------------------- | -------- | ------- | ------------------------ | ------------------------ | --------------------- | ------------------------ |
| 1   | L’Espluga de Francolí | 18. bis 19. März 1973  | k. A.    | k. A.   | Erwin Schmider (Zündapp) | Capelli (KTM)            | Betti (KTM)           | Erwin Schmider (Zündapp) |
| 2   | Eschwege              | 21. bis 22. April 1973 | 24       | 18      | Erwin Schmider (Zündapp) | Capelli (KTM)            | Petr Válek (Jawa)     | Erwin Schmider (Zündapp) |
| 3   | Považská Bystrica     | 26. bis 27. Mai 1973   | 31       | 21      | Schneider (Zündapp)      | Johann Sommerauer (Puch) | Milan Jedlička (Jawa) | Erwin Schmider (Zündapp) |
| 4   | Ustroń                | 9. bis 10. Juni 1973   | 15       | 6       | Johann Sommerauer (Puch) | Milan Jedlička (Jawa)    | Petr Válek (Jawa)     | Erwin Schmider (Zündapp) |
| 5   | Bratto                | 23. bis 24. Juni 1973  | 61       | 5       | Franco Gualdi (Puch)     | Erwin Schmider (Zündapp) | Petr Válek (Jawa)     | Erwin Schmider (Zündapp) |

### EM-Endstand
| Platz | Fahrer            | Motorrad | Punkte |
| ----- | ----------------- | -------- | ------ |
| 1     | Erwin Schmider    | Zündapp  | 0,0    |
| 2     | Johann Sommerauer | Puch     | 94,8   |
| 3     | Capelli           | KTM      | 131,9  |

## Klasse bis 250 cm³

### Rennergebnisse
| Nr. | Ort                   | Datum                  | Fahrer   | Fahrer  | Platz 1 (f)             | Platz 2 (f)             | Platz 3 (f)         | Gesamtführender         |
| Nr. | Ort                   | Datum                  | am Start | im Ziel | Platz 1 (f)             | Platz 2 (f)             | Platz 3 (f)         | Gesamtführender         |
| --- | --------------------- | ---------------------- | -------- | ------- | ----------------------- | ----------------------- | ------------------- | ----------------------- |
| 1   | L’Espluga de Francolí | 18. bis 19. März 1973  | k. A.    | k. A.   | Petr Čemus (Jawa)       | František Mrázek (Jawa) | Frank Schubert (MZ) | Petr Čemus (Jawa)       |
| 2   | Eschwege              | 21. bis 22. April 1973 | 20       | 18      | František Mrázek (Jawa) | Frank Schubert (MZ)     | Petr Čemus (Jawa)   | František Mrázek (Jawa) |
| 3   | Považská Bystrica     | 26. bis 27. Mai 1973   | 53       | 32      | František Mrázek (Jawa) | Petr Čemus (Jawa)       | Josef Rabas (Jawa)  | František Mrázek (Jawa) |
| 4   | Ustroń                | 9. bis 10. Juni 1973   | 19       | 11      | Petr Čemus (Jawa)       | František Mrázek (Jawa) | Fischer (MZ)        | Petr Čemus (Jawa)       |
| 5   | Bratto                | 23. bis 24. Juni 1973  | 41       | 6       | František Mrázek (Jawa) | Augusto Taiocchi (KTM)  | Christel (Zündapp)  | František Mrázek (Jawa) |

### EM-Endstand
| Platz | Fahrer           | Motorrad | Punkte |
| ----- | ---------------- | -------- | ------ |
| 1     | František Mrázek | Jawa     | 0,0    |
| 2     | Petr Čemus       | Jawa     | 3,2    |
| 3     | Frank Schubert   | MZ       | 30,2   |

## Klasse bis 350 cm³

### Rennergebnisse
| Nr. | Ort                   | Datum                  | Fahrer   | Fahrer  | Platz 1 (g)             | Platz 2 (g)        | Platz 3 (g)          | Gesamtführender         |
| Nr. | Ort                   | Datum                  | am Start | im Ziel | Platz 1 (g)             | Platz 2 (g)        | Platz 3 (g)          | Gesamtführender         |
| --- | --------------------- | ---------------------- | -------- | ------- | ----------------------- | ------------------ | -------------------- | ----------------------- |
| 1   | L’Espluga de Francolí | 18. bis 19. März 1973  | k. A.    | k. A.   | Květoslav Mašita (Jawa) | Josef Císař (Jawa) | Uwe Köthe (MZ)       | Květoslav Mašita (Jawa) |
| 2   | Eschwege              | 21. bis 22. April 1973 | 10       | 10      | Květoslav Mašita (Jawa) | Josef Císař (Jawa) | Uwe Köthe (MZ)       | Květoslav Mašita (Jawa) |
| 3   | Považská Bystrica     | 26. bis 27. Mai 1973   | 31       | 17      | Květoslav Mašita (Jawa) | Josef Císař (Jawa) | Pavel Cihelka (Jawa) | Květoslav Mašita (Jawa) |
| 4   | Ustroń                | 9. bis 10. Juni 1973   | 13       | 11      | Josef Císař (Jawa)      | Uwe Köthe (MZ)     | Pavel Cihelka (Jawa) | Květoslav Mašita (Jawa) |
| 5   | Bratto                | 23. bis 24. Juni 1973  | 6        | 1       | Manfred Jäger (MZ)      |                    |                      | Květoslav Mašita (Jawa) |

### EM-Endstand
| Platz | Fahrer           | Motorrad | Punkte |
| ----- | ---------------- | -------- | ------ |
| 1     | Květoslav Mašita | Jawa     | 0,0    |
| 2     | Josef Císař      | Jawa     | 10,9   |
| 3     | Manfred Jäger    | MZ       | 48,0   |

## Klasse über 350 cm³

### Rennergebnisse
| Nr. | Ort                   | Datum                  | Fahrer   | Fahrer  | Platz 1 (h)           | Platz 2 (h)           | Platz 3 (h)           | Gesamtführender       |
| Nr. | Ort                   | Datum                  | am Start | im Ziel | Platz 1 (h)           | Platz 2 (h)           | Platz 3 (h)           | Gesamtführender       |
| --- | --------------------- | ---------------------- | -------- | ------- | --------------------- | --------------------- | --------------------- | --------------------- |
| 1   | L’Espluga de Francolí | 18. bis 19. März 1973  | k. A.    | k. A.   | Zdeněk Češpiva (Jawa) | Josef Fojtík (Jawa)   | Fred Willamowski (MZ) | Zdeněk Češpiva (Jawa) |
| 2   | Eschwege              | 21. bis 22. April 1973 | 22       | 21      | Zdeněk Češpiva (Jawa) | Josef Fojtík (Jawa)   | Fred Willamowski (MZ) | Zdeněk Češpiva (Jawa) |
| 3   | Považská Bystrica     | 26. bis 27. Mai 1973   | 31       | 20      | Fred Willamowski (MZ) | Jiří Jasanský (Jawa)  | Zdeněk Češpiva (Jawa) | Zdeněk Češpiva (Jawa) |
| 4   | Ustroń                | 9. bis 10. Juni 1973   | 18       | 12      | Zdeněk Češpiva (Jawa) | Fred Willamowski (MZ) | Josef Fojtík (Jawa)   | Zdeněk Češpiva (Jawa) |
| 5   | Bratto                | 23. bis 24. Juni 1973  | 11       | 2       | Fred Willamowski (MZ) | Schuhmann (MZ)        |                       | Zdeněk Češpiva (Jawa) |

### EM-Endstand
| Platz | Fahrer           | Motorrad | Punkte |
| ----- | ---------------- | -------- | ------ |
| 1     | Zdeněk Češpiva   | Jawa     | 0,0    |
| 2     | Fred Willamowski | MZ       | 2,3    |
| 3     | Josef Fojtík     | Jawa     | 26,5   |